# روت أديلي دي فتري 2021
روت أديلي دي فتري 2021 هو سباق دراجات هوائية من فئة  سباق يوم واحد، وهو الموسم رقم 25 من روت أديلي، وأقيم في 1 أكتوبر 2021، وامتدّ لمسافة 197.8 كيلومتر، وهو أحد سباقات طواف أوروبا للدراجات 2021.
فاز  بالمركز الأول Arvid de Kleijn ‏، وبالمركز الثاني ايمانويل مورين، وبالمركز الثالث Jason Tesson ‏.

## الفائزون
| الترتيب | الفائز           |
| ------- | ---------------- |
| الفائز  | Arvid de Kleijn ‏ |
| الثاني  | ايمانويل مورين   |
| الثالث  | Jason Tesson ‏    |

## وصلات خارجية
- الموقع الرسمي
- لمحة عن سباق روت أديلي دي فتري 2021 على موقع  ProCyclingStats   (برو  سايكلنج  ستاتس) - إحصاءات  محترفي  الدراجات.

- روت أديلي دي فتري 2021 على موقع إحصائيات الدراجات الإحترافية (الإنجليزية)